# Astialo
Astialo è un eroe minore della mitologia greca.
Nel grandioso poema dell'Iliade compare solo una volta, nel Libro VI.
Eroe troiano, combatté nelle file dell'esercito impegnato alla difesa delle mura della città di Troia durante il lungo assedio.
Fu assassinato dal forte eroe acheo Polipete, figlio di Piritoo e di Ippodamia nonché re dell'antica città di Ghirtòne in Tessaglia.
(Iliade, libro VI)